# Плутархос, Яннис
Яннис Плутархос (греч. Γιάννης Πλούταρχος, наст. имя — Яннис Какосеос (греч. Γιάννης Κακοσαίος); род. 18 декабря 1970) — греческий певец в стиле лаика.

## Биография
Родился 18 декабря 1970 года в маленькой деревушке Маврогия в Беотии. Уже с юности стал профессионально заниматься музыкой. Большое влияние на него оказали византийская и народная музыкальные традиции. В возрасте 16 лет Яннис переехал в Афины, сказав семье, что продолжит карьеру парикмахера. Но, работая в Афинах парикмахером, Яннис не прекращал заниматься музыкой, выступал в ночных клубах. После того, как он спел с известными певцами Яннисом Пулопулосом, Фемисом Адамантидисом, Ритой Сакеллариу, Йоргосом Мазонакисом, Стелиосом Роккосом. Яннис познакомился со своим первым продюсером Ангелосом Сфакианакисом и Йоргосом Макракисом. Именно Йоргос Макракис выбрал для него псевдоним — Яннис Плутархос.
Свой первый альбом Яннис Плутархос выпустил в 1998 году. Через два года вышел новый альбом, который сделал его очень известным. В 2005 году Плутархос совершил первое мировое турне с шоу в Торонто, Атлантик-Сити, Бостоне, Нью-Йорке, Чикаго, Мельбурне, Сиднее, Йоханнесбурге и Никосии. С октября 2010 года Плутархос сотрудничает на сцене Cosmostage с Константиносом Аргиросом и певицей Амариллис.
Зимой 2011—2012 року Плутархос выступал в Cosmostage с молодыми, но уже известными исполнителями: Нино и Амариллис, Константинос Галанос, Элизабет Спану и Otherview.
С 27 апреля по 11 мая 2012 Плутархос выступал с 6 концертами по США и Канаде: в Торонто, Монреале, Чикаго, Атлантик-Сити, Лос-Анджелесе.
В 2020 году он начинает сотрудничество с композитором Йоргосом Феофанусом, также с продюсером Таносом Папаниколау, была выпущена песня «Περνάς καλά», который имел большой успех, в 2021 году вместе с Кэти Гарби, Фивосом и Йоргосом Арсенакосом участвуют в жюри ежедневного телевизионного музыкального реалити «House of fame» на телеканале СКАЙ. В марте вышла вторая песня под названием «Monos mou» с композитором и продюсером Йоргосом Феофанусом, том же месяце Яннис выпускает синглы из вошедших в альбомов таких как «Προσωπικά δεδομένα») «Πόσο ωραία μάτια έχεις» и в повторном исполнении с своей дочерью Катериной, более популярная танцевальная версия с летней аурой.

### Личная жизнь
Яннис Плутархос со своей женой Марией Пападопулу растят пятерых детей.

## Дискография

### Студийные альбомы
- 1998 — Γιάννης Πλούταρχος
- 1998 — Μόνο Εσύ
- 2000 — Υπήρχαν Όρκοι
- 2001 — Μικρές Φωτογραφίες
- 2002 — Δεν Είναι Ο Έρωτας… Παιδί Της Λογικής
- 2003 — Πάει Λίγος Καιρός
- 2005 — Όλα Σε Σένα Τα Βρήκα
- 2006 — Κρυμμένα Μυστικά
- 2008 — Ό,τι Γεννιέται Στην Ψυχή
- 2009 — Ο Γιάννης Πλούταρχος Εκ Βαθέων Στον Αντώνη Πρέκα — Όσα Ποτέ Δεν Είπα
- 2010 — Προσωπικά Δεδομένα
- 2011 — Η Δύναμη Του Έρωτα
- 2013 — Κάτω Απ' Τον Ίδιο Ήλιο
- 2014 — Ο Άνθρωπός Σου
- 2016 — Θέμα Χρόνου
- 2017 — Πέρα Απ' Τα Μάτια Μου
- 2019 — Τραγούδια Ακατάλληλα
- 2021 — Θα Σε Νικήσω

### Коллекционные сборник альбомов
- 2007 — Στιγμές (Best Of Με Τις Μεγαλύτερες Επιτυχίες + 6 Νέα Τραγούδια)
- 2009 — 10 Χρόνια Μαζί
- 2009 — Οι Μεγαλύτερες Επιτυχίες
- 2013 — Τα Ζεϊμπέκικα
- 2015 — Best Of — 16 Μεγάλες Επιτυχίες
- 2015 — Best Of

### Сборник Синглов
- 2012 — Δεν Με Παίρνει
- 2012 — Απόψε Πάλι Αγκάλιασε Με
- 2012 — Να 'σαι Καλά
- 2015 — Μια Καλησπέρα
- 2015 — Έρχομαι
- 2018 — Σπασμένη Καρδιά
- 2020 — Περνάς Καλά
- 2022 — Πως Την Έχεις Δει